# Thuyết kinh tế của Reagan

Reagan đưa ra phác thảo kế hoạch giảm thuế của ông vào tháng 7 năm 1981 tại Phòng Bầu dục

Thuyết kinh tế của Reagan (hay Chính sách kinh tế của Reagan) - có tên Reaganomics (viết nối của hai từ Reagan và economics do Paul Harvey đưa ra) - là kết hợp các biện pháp kinh tế được Tổng thống Mỹ Ronald Reagan đưa ra trong hai nhiệm kỳ tổng thống của mình, được coi là một trong những thuyết kinh tế chủ đạo trong lịch sử phát triển kinh tế của Mỹ. Chính sách kinh tế dưới thời Reagan là kết hợp các biện pháp giảm thuế với chi tiêu mạnh cho quốc phòng. Điều này giúp nền kinh tế tăng trưởng nhưng lại khiến nợ của quốc gia tăng gấp nhiều lần. Ngày nay, dưới thời Tổng thống Geogre W. Bush, nó lại có dịp được sử dụng.
Học thuyết Reaganomics dựa vào quan điểm cho rằng một khi giảm thuế, người lao động hoặc nhà đầu tư sẽ có thêm một khoản tiền trong thu nhập của họ và đổ sang chi tiêu, giúp tăng cầu cho sản xuất. Điều này dẫn tới thêm đầu tư và công ăn việc làm. Sản lượng tăng, sức ép lạm phát giảm và tiền tệ lưu thông giúp kiểm soát thâm hụt ngân sách.
Cho tới nay, chính sách kinh tế của Reagon vẫn còn gây chia rẽ sâu sắc. Câu hỏi liệu học thuyết Reaganomics có lợi hay hại cho nước Mỹ, công bằng hay bất công cho các nhóm thu nhập khác nhau, chắc sẽ không bao giờ tìm được câu trả lời cuối cùng.

## Nội dung chính
Milton Friedman phát biểu"Reaganomics có bốn điểm chính đơn giản: Giảm mức thuế, giảm luật lệ, giảm chi tiêu ngân sách, và sử dụng chính sách tiền tệ để giảm lạm phát. Dù Reagan không đạt được tất cả mục tiêu của ông, nhưng ông đã đạt được nhiều tiến bộ tốt."
Tuy nhiên, chủ đề trọng tâm trong chương trình nghị sự quốc gia của Reagan là quan điểm của ông cho rằng chính phủ liên bang đã trở nên quá cồng kềnh và lạm dụng. Vào đầu thập kỷ 1980, đồng thời với việc cắt giảm thuế, Reagan cũng giảm mạnh các chương trình xã hội. Trong suốt nhiệm kỳ của mình, Reagan cũng tiến hành một chiến dịch nhằm giảm bớt hoặc xóa bỏ các hoạt động điều tiết của chính phủ tác động tới người tiêu dùng, việc làm và môi trường. Tuy nhiên, cùng lúc đó, ông sợ rằng nước Mỹ thờ ơ với quân đội của mình sau chiến tranh Việt Nam nên đã đẩy mạnh chi tiêu cho quốc phòng.

## Khen ngợi
William Niskanen - cựu chủ tịch Hội đồng cố vấn kinh tế của Reagan, hiện giữ chức chủ tịch Viện Cato - nhận định rằng học thuyết đa phần đã thành công. Chính sách được áp dụng, vào thời điểm Reagan bắt đầu đổ tiền vào lĩnh vực quân sự. Giờ đây, người ta cho rằng nó giúp dẫn tới sự sụp đổ của Liên Xô, vì nước này thua Mỹ trong cuộc chạy đua tiêu tiền cho vũ khí.
Năm 1980, khi Reagan được bầu lên, tỷ lệ lạm phát ở mức 13,5%/năm. Nó giảm xuống dưới 5% khi ông từ nhiệm năm 1989.
Dưới sự điều hành của cựu chủ tịch Quỹ dự trữ liên bang (FED) Paul Volcker, tỷ lệ lãi suất lên đến 19% năm 1981 – so với mức 1% ngày nay. Nền kinh tế suy thoái trước khi phục hồi cuối năm 1982.
"Chính sách kiểm soát tiền tệ chặt chẽ, đầu tiên dưới thời Volcker và sau đó dưới thời (chủ tịch FED hiện giờ) Alan Greenspan sẽ không thể nào thực thi, nếu không có sự ủng hộ mạnh mẽ của tổng thống", Niskanen bình luận.

## Phê phán
Những người chỉ trích gọi phương thuốc kinh tế của Reagan - đẩy mạnh giảm thuế cho người giàu và giảm bớt bàn tay quản lý của chính phủ - là "chính sách kinh tế nhỏ giọt". Đến cuối thập kỷ, đất nước nợ 3.000 tỷ USD.